# Delonix
Genre
Delonix est un genre de plantes à fleurs dicotylédones de la famille des Fabaceae (légumineuses), sous-famille des Caesalpinioideae, qui comprend deux espèces acceptées. Ce sont des arbres originaires d'Afrique orientale, de Madagascar et de la péninsule arabique

## Description
Ce sont des arbres aux feuilles composées bipennées aux nombreuses folioles très petites et aux fleurs voyantes de couleur rouge orange ou blanche.
L'espèce la plus connue est Delonix regia (flamboyant), largement plantée dans les pays tropicaux et subtropicaux pour l'ornement des rues, parcs et jardins. 

## Étymologie
Le nom générique, « Delonix », est un terme forgé par Constantine Samuel Rafinesque à partir de deux racines grecques, δηλος (delos),  visible, évident, et ονυξ (onyx), griffe, en référence à la forme des pétales. 

## Liste d'espèces
Selon The Plant List (18 décembre 2018) :
- Delonix baccal (Chiov.) Baker f.
- Delonix boiviniana (Baill.) Capuron
- Delonix brachycarpa (R.Vig.) Capuron
- Delonix decaryi (R.Vig.) Capuron
- Delonix elata (L.) Gamble
- Delonix floribunda (Baill.) Capuron
- Delonix leucantha (R.Vig.) ""Du Puy, Phillipson & R""
- Delonix pumila ""Du Puy, Phillipson & R.Rabev.""
- Delonix regia (Hook.) Raf.
- Delonix tomentosa (R.Vig.) Capuron
- Delonix velutina Capuron